# Uganda Airlines
Uganda Airlines — колишня національна авіакомпанія Уганди зі штаб-квартирою в Ентеббе.

## Історія
Uganda Airlines була заснована в 1976 році як національний перевізник республіки Уганда і почала свою діяльність в 1977 році.
До 1990 року флот компанії включав в себе один Boeing 707-320C, два Fokker F27-600 і по одному Lockheed L-100-30, Twin Otter, BN Trislander.
За договором урядів Уганди і Танзанії в 1994 році дві авіакомпанії Air Tanzania і Uganda Airlines були об'єднані. Але два перевізника приносили прибутку менше, ніж очікувалося — це і спонукало в 2001 році уряд Уганди закрити авіакомпанію.